# Reinhard von Gemmingen (1698–1773)

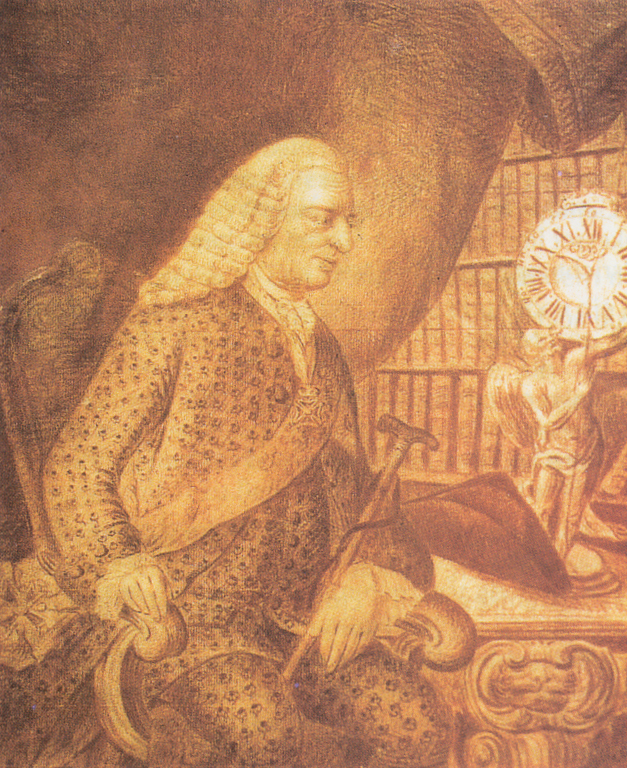
Reinhard von Gemmingen (1698–1773), Rötelzeichnung

Reinhard von Gemmingen (* 19. November 1698 in Durlach; † 8. Juni 1773) war Vertrauter der Markgrafen von Baden. Er war Kammerpräsident am Hof der Markgrafen Karl Wilhelm und Karl Friedrich in Karlsruhe, zeitweise aber auch Kammerpräsident in Brandenburg-Ansbach und Gouverneur von Württemberg-Mömpelgard. 

## Leben
Er war ein Sohn des baden-durlachschen Kammerjunkers und Oberstallmeisters Friedrich Christoph von Gemmingen (1670–1702) und der Benedikta Helena von Gemmingen (1674–1746). Er kam 1710 in das Pädagogium regium nach Halle und studierte bis 1719 in Gießen und Halle. Anschließend bewirtschaftete er den Guttenberg, bevor er 1724 Kammerjunker und Hofrat beim Markgrafen von Baden wurde. Im badischen Herrscherhaus war Reinhard Erzieher der Söhne des Prinzen Christoph, die er auf einer Reise nach Eisenach begleitete und mit denen er sich von 1727 bis 1731 in der Schweiz aufhielt. 1732 wurde er mit dem Orden der Treue ausgezeichnet und zum Kammermeister befördert. 1733 war er Begleiter des Markgrafen, als dieser vor den Franzosen von Karlsruhe nach Rastatt auswich. 1735 erhielt er die Vogtei über die Herrschaft Hochberg. 1736 kehrte er mit dem Markgrafen nach Karlsruhe zurück. 1746 war er Geheimer Rat und Kammerpräsident. 1748 heiratete er Maria Magdalena von Bärenfels, die zuvor Hofdame am Durlacher Hof gewesen war. Im selben Jahr folgte er einem Ruf des württembergischen Herzogs als Geheimrat und Gouverneur nach Mömpelgard. 1756 wechselte er als Minister und Kammerpräsident an den brandenburg-ansbachischen Hof. 1757 kehrte er als Kammerpräsident nach Karlsruhe zurück, wo er einen Entwurf zur Einrichtung des Finanz- und Kameralwesens vorlegte. Ab 1761 hatte er unter Grauem Star zu leiden, der sein Augenlicht beeinträchtigte, blieb jedoch in seinen Ämtern. Gemeinsam mit seinem Bruder Philipp von Gemmingen (1702–1785) ließ er 1767 die Evangelische Kirche von Wollenberg neu erbauen. Er starb an einem Schlaganfall.

## Familie

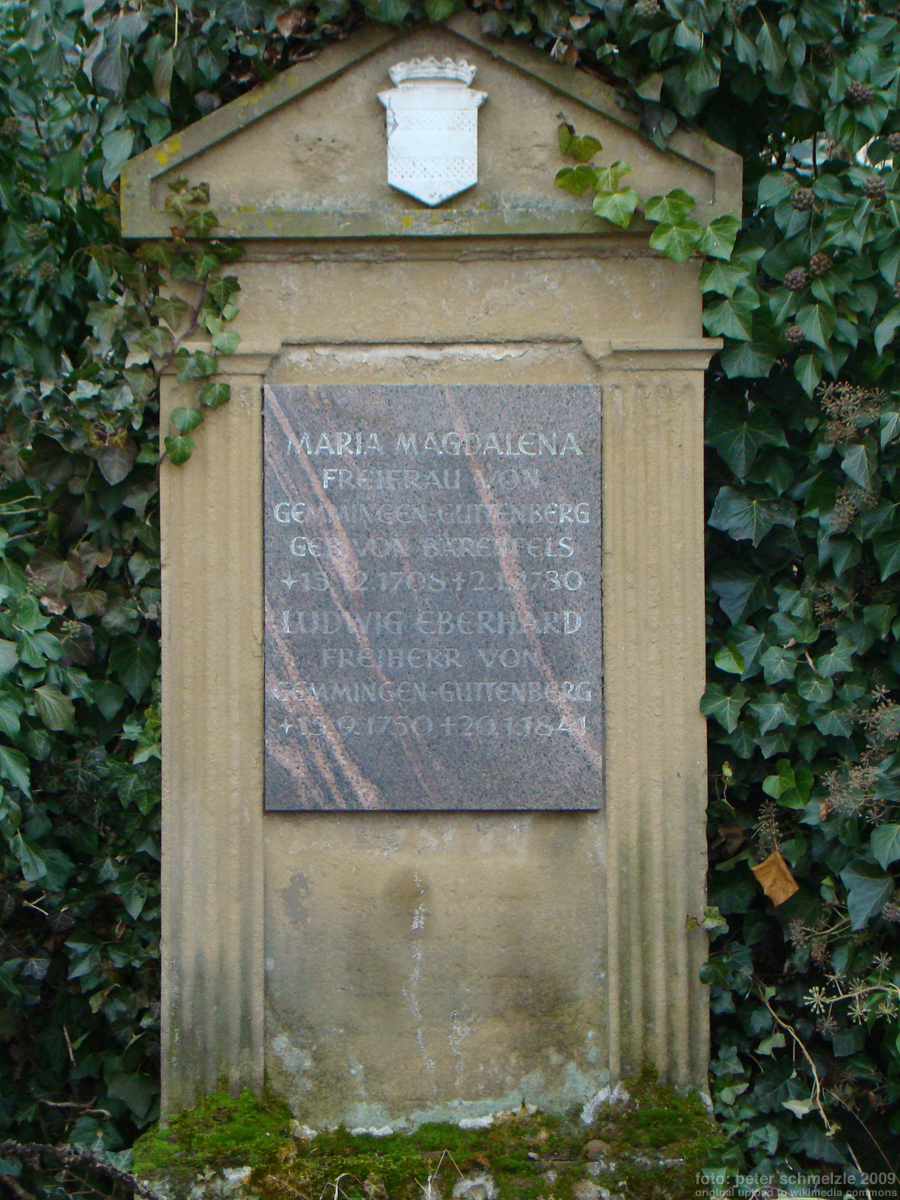
Grabmal für Gattin Maria Magdalena und Sohn Ludwig Eberhard auf dem Bonfelder Friedhof

Er war ab 1748 verheiratet mit Maria Magdalena von Bärenfels (1708–1780). Er begründete den 2. Zweig (Bonfeld Unterschloss) innerhalb des 2. Astes (Bonfeld) der II. Linie (Gemmingen, Guttenberg) der Freiherren von Gemmingen. Seine Gattin war die erste Angehörige der Familie, die in Bonfeld nicht mehr in der Kirche, sondern im Baronenviertel des Bonfelder Friedhofs beigesetzt wurde.
Nachkommen:
- Karl Friedrich August Reinhard (1749–1752)
- Ludwig Eberhard (1750–1841) ⚭ Luise Auguste von Saint-André (1752–1815)
- Benedicta Elisabetha (1751–1778) ⚭ Karl von Geusau, badischer Kammerherr
- Auguste Friederike (1753–1818) ⚭ Jürg von Ahlefeld zu Saxdorf, dänischer Kammerherr